# علقة خماسية الخطوط
علقة خماسية الخطوط (الاسم العلمي: Hirudo quinquestriata) هي نوع من الحيوانات يتبع جنس العلقة من الفصيلة العلقية.